# Преторианская префектура Востока
Преторианская префектура Востока (лат. praefectura praetorio Orientis, греч. ἔπαρχότητα/ὑπαρχία τῶν πραιτωρίων τῆς ἀνατολῆς), одна из самых больших префектур Римской империи.
Центр префектуры находился в столице восточной части империи — Константинополе. Восточный префект был самым могущественным человеком после императора. Префектура была создана после смерти Константина I Великого в 337 году, когда империя была разделена между его сыновьями: Константином II, Константом и Констанцием II, который получил господство на Востоке, организовав префектуру. Состояла из пяти диоцезов: Диоцез Фракия, Диоцез Азия, Диоцез Понт, Диоцез Восток и Диоцез Египет. Существовала префектура до конца VII века, когда арабы завоевали Египет, а славяне начали вторжение на Балканах.

## Список префектов Востока
- Флавий Аблабий (329—337/338)
- Септимий Ациндин (338—340)
- Флавий Филипп (344—351)
- Стратегий Музониан (354—358)
- Сатурний Секунд Саллюстий (361-несколько лет при Валенте)
- Авксоний (367—369)
- Домиций Модест (369—377)
- Абургий (378, предположительно)
- Квинт Клодий Гергомениан Олибрий (379)
- Неотерий (380—381)
- Флор (381—383)
- Матерн Кинегий (384—388)
- Флавий Евтломий Татиан (388—392)
- Флавий Руфин (392, 10 сентября — 395, 27 ноября)
- Цезарий (первый раз 395, 27 ноября — 397, 13 июля)
- Флавий Евтихиан (первый раз, 397, 4 сентября — 399, 25 июля)
- Флавий Аврелиан (первый раз, 399, 17 августа — 2 октября)
- Флавий Евтихиан (второй раз, 399, 11 декабря — 400, 12 июля)
- Цезарий (второй раз, 400—403)
- Флавий Евтихиан (третий раз, 404—405)
- Флавий Антемий (405—414)
- Флавий Монаксий (первый раз, 10 мая — 30 ноября 414)
- Флавий Аврелиан (второй раз, 414—416)
- Флавий Монаксий (второй раз, 26 августа 416 — 27 мая 420)
- Флавий Евстахий (420—422)
- Флавий Асклепиодот (423—425)
- Аэций (425)
- Флавий Гиерий (первый раз, 425—428)
- Флавий Флоренций (первый раз, 428—430)
- Антиох Гузон (430—431)
- Руфин (431—432)
- Флавий Гиерий (второй раз, 432)
- Флавий Тавр (первый раз, 432)
- Флавий Тавр (второй раз, 433—434)
- Флавий Антемий Исидор (435—436)
- Дарий (436—437)
- Флавий Флоренций (второй раз, около 438—439)
- Флавий Тавр Селевк Кир (439—441)
- Томас (442)
- Аполлоний (442—443)
- Зоил (444)
- Гермократ (444)
- Флавий Тавр Селевк Кир (второй раз, 445)
- Флавий Константин (первый раз, 447)
- Антиох (448)
- Флавий Флоренций Роман Протоген (448—449)
- Гормизд (449—450)
- Палладий (450—455)
- Флавий Константин (второй раз, 456)
- Флавий Константин (третий раз, 459)
- Флавий Вивиан( 459—460)
- Флавий Иллюстрий Пузей (465)
- Амасий (около 469)
- Константин (471)
- Элиан (480, 484)
- Матрониан (491)
- Гиерий (494—496)
- Евфимий (496)
- Поликарп (498)
- Константин (первый раз, 502)
- Флавий Апион (503)
- Леонтий (503—504)
- Константин (второй раз, 505)
- Евстахий (505—506)
- Зотик (511—512)
- Марин Сириец (первый раз, 512)
- Сергий (517)
- Марин Сириец (второй раз, 519)
- Демостен (520—524)
- Архелай (524—527)
- Василид (около 527)
- Атарбий (около 528)
- Юлиан (530—531)
- Иоанн Каппадокийский (первый раз, 531—532)
- Фока (533)
- Иоанн Каппадокийский (второй раз, 533—541)
- Феодор (541)
- Пётр Варсима (первый раз, 543—546)
- Флавий Комит Феодор Басс (548)
- Аддаей (551)
- Гефест (551—552)
- Ареобинд (553)
- Пётр Варсима (второй раз, 555—562)
- Диомед (572)
- Георгий (598)
- Константин Лардис (602)